# 황선자
황선자(黃善子, 1961년 1월 20일 ~ , 전남 구례 출생)는 자동으로 우주창조신과 채널링 소통을 하고 있다.   
인체 질병 투시 능력, 초능력 소유자로 현대 의학으로 고치지 못하는 불치병(조현병, 아토피 피부병, 암, 난임, 우울증, 성장판, 대상포진, 목 허리 뼈 디스크, 발달 장애, 다운증후군, 간질, 천식, 루게릭병, 기억상실증, 희귀질환 등등)을 우주기(氣)치료 과정을 기록물로 남기고자 동영상으로 소장하고 있다.   
2007년 2월 "하늘에서 온 메시지 1권, 2권, 3권" 출간  
서울특별시 성북구 길음동 1279번지(길음로 9길 40)에서 '예언가 황선자 철학관' 이란 이름으로 철학관을 운영하고 있다.
대표적인 예언으로 
- 2007년 2월 "하늘에서 온 메시지 1권, 2권, 3권" 출간 지구 대지진, 대 홍수, 이상 기온, 대 유행성 독감, 신종플루, 변종플루 예언 적중.  예언 적중 트위터 ☜링크 클릭
- 신종플루 예언 적중 ☜링크 클릭 2009년 3월 11일
- 변종플루(코로나19)예언 적중 ☜링크 클릭 2009년 8월 17일
- 중동이 3차 대전으로 이어진다 예언 ☜링크 클릭 2009년 9월 30일
- 인도, 남아프리카 지구 끝자락 섬나라 지도에서 사라진다 예언 ☜링크 클릭 2010년 3월 22일
- 일본 방사능 오염수 해독 방법 공개 ☜링크 클릭 2011년 3월 31일
- 미투 양심 선언 사람들 증가 예언 적중 ☜링크 클릭 2011년 4월 2일
- 김정일 사망 예언 적중 ☜링크 클릭 2011년 8월 29일
- 18대 박근혜 대통령 탄핵 예언 적중 ☜링크 클릭 2012년 11월 27일
- 세월호 예언 적중 ☜링크 클릭 2014년 3월 4일
- 이태원 참사 예언 적중 ☜링크 클릭 2014년 9월 15일
- 제3차 세계대전 예언 ☜링크 클릭 2023년 1월 1일
- 지구 대홍수 대지진(튀르키예) 예언 적중 ☜링크 클릭 2023년 1월 1일

등이 있으며, 다음 카페 하늘에서 온 메시지 "우주 창조신 메시지 ☜링크 클릭"란에 각종 예언 날짜, 시간 대등이 기록되어 있다.

## 저서
황선자는 《하늘에서 온 메시지 1.2.3.시리즈》라는 책을 썼으며, 총 3권으로 구성되어 있다.
- 〈1권 - 인간의 깨달음이란 무엇인가〉
- 〈2권 - 지구의 종말은 없다〉
- 〈3권 - 정치인들이여, 정신을 차려다오〉

## 18년 된 천식 환자 완치 후 KBS에 출연
2017년 6월 29일 속보이는 TV 人사이드 12회에
천식으로 약 18년간 고생을 했던 대학 병원의 모 교수가 천식을 완치했다고 증언하며  
황선자 선생님과 함께 출연하였다. 

## 같이 보기
- 예언
- 리얼스토리 묘 (tvN)
- 인터넷 밈 목록
- KBS 속보이는TV 人사이드(12회 2017년 6월 29일)출연   ([2023년 2월 10일] 현재 12회차 전체 보기는 홈페이지에서 삭제 되어 있는 상태이며,  약 3분짜리 다시 보기는 시청 가능한 상태이다.)